# Bobrowiec (Tatry)

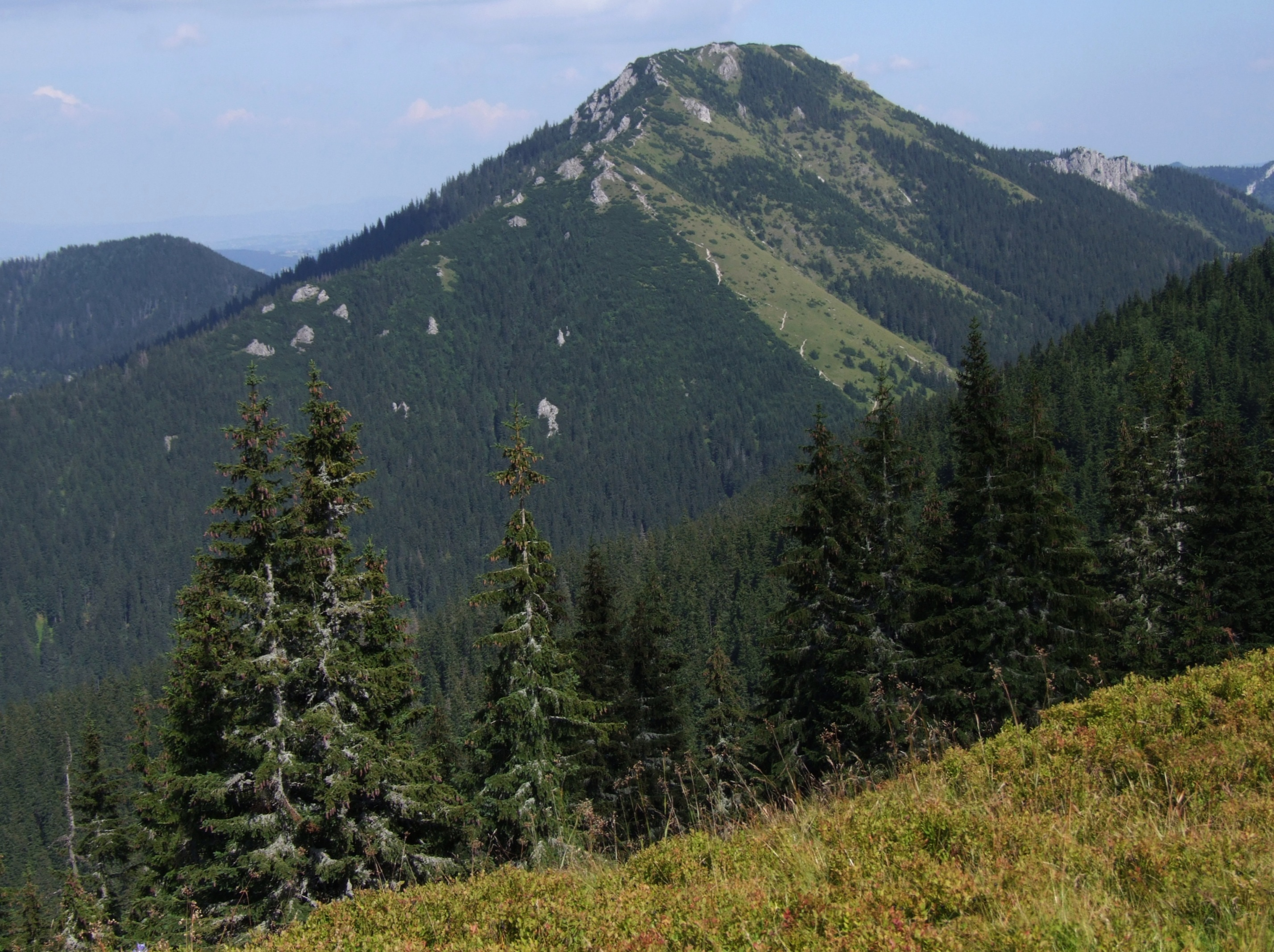
Bobrowiec, widok od zachodniej strony. Po jego lewej stronie Parzątczak

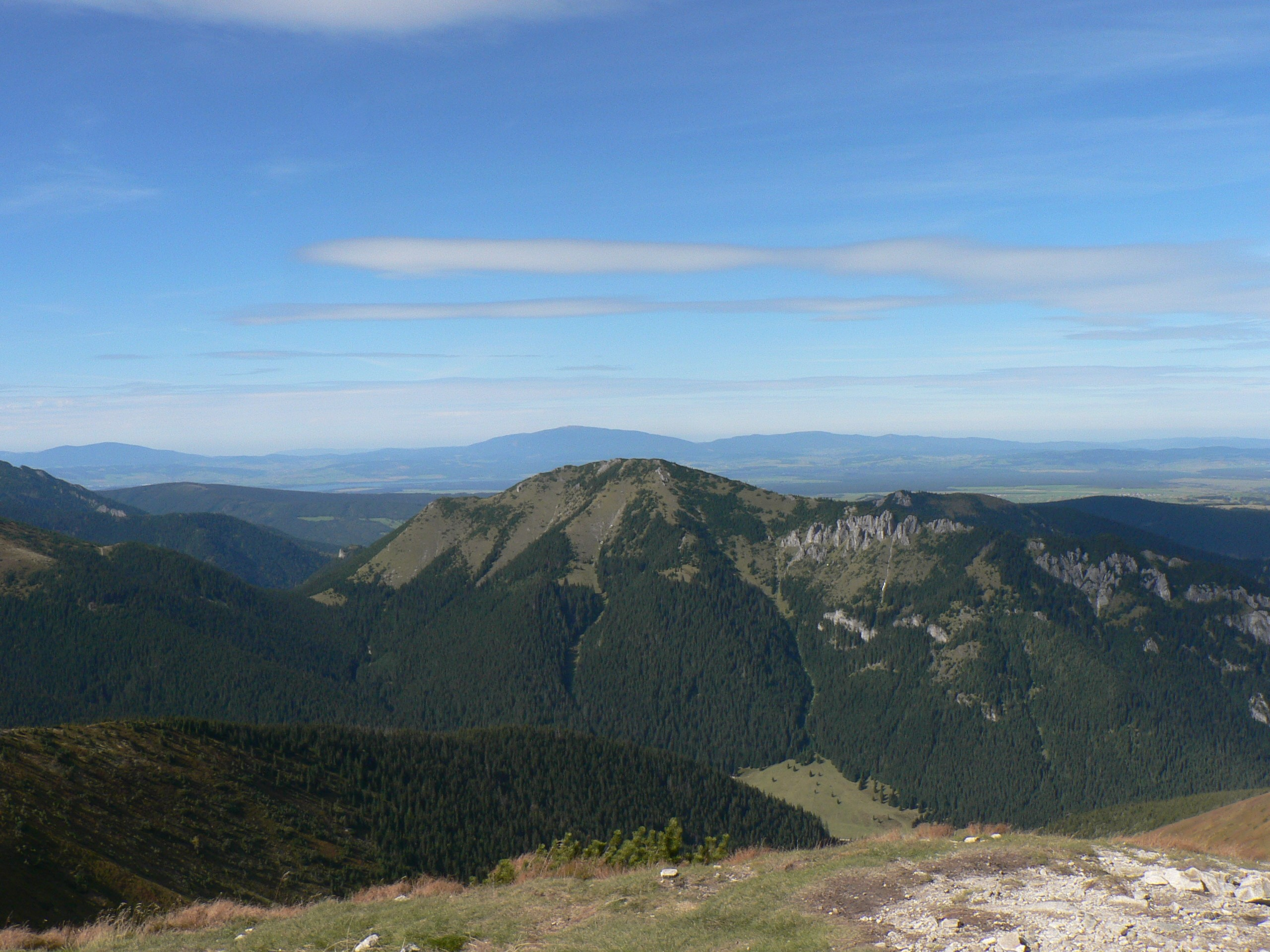
Bobrowiec. W dole Polana Chochołowska

Bobrowiec (słow. Bobrovec) – samodzielny masyw górski na granicy polsko-słowackiej, wznoszący się ponad Doliną Chochołowską, Doliną Juraniową i Doliną Bobrowiecką Orawską w Tatrach Zachodnich.

## Topografia
Znajduje się w bocznej północnej grani Wołowca. Szczyt, również nazywany Bobrowcem, osiąga wysokość 1665 m (według dawniejszych pomiarów 1664 m lub 1663 m). Od położonego na południe Grzesia oddzielony jest głęboką i szeroką Bobrowiecką Przełęczą (1356 m). Z przełęczy tej do Doliny Chochołowskiej spada duży i szeroki Bobrowiecki Żleb. Od wznoszącego się po północnej stronie Parzątczaka (1486 m) masyw Bobrowca odgraniczony jest Juraniową Przełęczą (1376 m). Od szczytu ciągnie się na wschód, potem zakręcający na północny wschód ok. 2 km długości grzbiet z drugim, słabo wyodrębnionym wierzchołkiem zwanym Hrubasem. Grzbiet opadający na Bobrowiecką Przełęcz kulminuje natomiast w Jamborowym Wierchu. Od Jamborowego Wierchu odchodzi w zachodnim kierunku boczna odnoga Jambory oddzielająca Dolinę Bobrowiecką od Doliny Juraniowej.
Na północną stronę, do doliny Głębowiec (odnoga Doliny Chochołowskiej) opada z masywu Bobrowca kilka żlebów, w kierunku od zachodu na wschód są to: Dwojakowy Żleb, Ciemny Żleb, Skrajniak. Na południową stronę, do Polany Chochołowskiej opadają 2 żleby: Jasiorów Żleb i Skorusi Żleb.

## Geologia i przyroda
Zbudowany jest z dolomitów triasowych należących do serii reglowej dolnej. We wschodnim grzbiecie występują liczne, zwietrzałe dolomitowo-wapienne turnie i skały. Największa ich grupa w stoku nad Polaną Chochołowską to Mnichy Chochołowskie. Z większych warto wymienić jeszcze Wielkie Turnie, turnię Olejarnia i Zawiesistą. Dolna część stoków w wielu miejscach tworzy niemal pionowe ściany – to efekt działalności Chochołowskiego Potoku. W masywie Bobrowca znajdują się liczne jaskinie, w tym Szczelina Chochołowska – największa jaskinia Doliny Chochołowskiej.
Partie szczytowe porośnięte są niską murawą lub kosówką. Masyw porasta bogata flora roślin wapieniolubnych, dawniej w lasach Bobrowca utrzymywały się także niedźwiedzie. Ma tu swoje naturalne stanowisko bardzo rzadka w Polsce sosna drzewokosa.

## Historia
Bobrowiec ma za sobą, podobnie jak wiele innych miejsc w Tatrach, przeszłość górniczą. W jego zachodnich stokach w latach 1808–1850 działały dwie kopalnie niskoprocentowych rud żelaza: zakopiańska kopalnia Bobrowiec i orawska kopalnia Jambor. Do zwożenia tej rudy wykonano 2 drogi na Bobrowiecką Przełęcz; jedną z Doliny Chochołowskiej, drugą z Doliny Bobrowieckiej. Nazwa góry pochodzi od miejscowości Bobrów na Orawie. Dawniej Bobrowiec nazywany był też Jamburowym Wierchem. Góra była także od dawna wypasana, po stronie polskiej wchodziła w skład Hali Chochołowskiej i Hali Jaworzyna pod Furkaską. Już dokumenty z 1615 roku wspominają o Bobrowcu jako o pastwisku, a z 1796 r. jako o górze.
Z grzbietu Bobrowca szerokie widoki. Jak podaje Józef Nyka (1998), „z pokrytego kosówką wierzchołka roztacza się rzadkiej piękności panorama – na Tatry Orawskie oraz otoczenie Doliny Chochołowskiej, której topografię można przestudiować w każdym szczególe”. Zielony szlak turystyczny z Umarłej Przełęczy przez Juraniową Przełęcz i szczyt Bobrowca na Bobrowiecką Przełęcz został zlikwidowany przez TANAP w czerwcu 2008 r.